# Low Rider (No Fun at All)
Low Rider п'ятий студійний альбом шведського панк-рок гурту No Fun at All випущений в 2008 році, на власному лейблі Beat 'Em Down Records.
З цього альбому була випущена пісня «Reckless (I Don't Wanna)» як сингл.
Low Rider має середню оцінку на сайті Kritiker.se 2,8/5.

## Список пісень
1. «Mine My Mind»
2. «Never Ending Stream»
3. «Reckless (I Don't Wanna)»
4. «Anything Could Happen Here»
5. «Forevermore»
6. «It's Such a Good Thing»
7. «Man with the Powers»
8. «Sorry to Say»
9. «Such a Shame»
10. «Episodie 666»
11. «The Beautiful Sound»
12. «Wind-Up»
13. «Willingly Unknowing»
14. «There Must Be a Better Way»

## Персонал
- Інгмар Янссон — вокал
- Мікаель Даніельссон — гітара, акустична гітара
- Крістер Йоханссон — гітара
- Стефан Нойман — бас-гітара
- К'єлл Рамстедт — ударні